# 101e division aéroportée
Pour les articles homonymes, voir 101e division.
 (novembre 2023).
La mise en forme du texte ne suit pas les recommandations de Wikipédia : il faut le « wikifier ».
Les points d'amélioration suivants sont les cas les plus fréquents. Le détail des points à revoir est peut-être précisé sur la page de discussion.
- Les titres sont pré-formatés par le logiciel. Ils ne sont ni en capitales, ni en gras.
- Le texte ne doit pas être écrit en capitales (les noms de famille non plus), ni en gras, ni en italique, ni en « petit »…
- Le gras n'est utilisé que pour surligner le titre de l'article dans l'introduction, une seule fois.
- L'italique est rarement utilisé : mots en langue étrangère, titres d'œuvres, noms de bateaux, etc.
- Les citations ne sont pas en italique mais en corps de texte normal. Elles sont entourées par des guillemets français : « et ».
- Les listes à puces sont à éviter, des paragraphes rédigés étant largement préférés. Les tableaux sont à réserver à la présentation de données structurées (résultats, etc.).
- Les appels de note de bas de page (petits chiffres en exposant, introduits par l'outil «  Source ») sont à placer entre la fin de phrase et le point final[comme ça].
- Les liens internes (vers d'autres articles de Wikipédia) sont à choisir avec parcimonie. Créez des liens vers des articles approfondissant le sujet. Les termes génériques sans rapport avec le sujet sont à éviter, ainsi que les répétitions de liens vers un même terme.
- Les liens externes sont à placer uniquement dans une section « Liens externes », à la fin de l'article. Ces liens sont à choisir avec parcimonie suivant les règles définies. Si un lien sert de source à l'article, son insertion dans le texte est à faire par les notes de bas de page.
- La présentation des références doit suivre les conventions bibliographiques. Il est recommandé d'utiliser les modèles {{Ouvrage}}, {{Chapitre}}, {{Article}}, {{Lien web}} et/ou {{Bibliographie}}. Le mode d'édition visuel peut mettre en forme automatiquement les références.
- Insérer une infobox (cadre d'informations à droite) n'est pas obligatoire pour parachever la mise en page.

Pour une aide détaillée, merci de consulter Aide:Wikification.
Si vous pensez que ces points ont été résolus, vous pouvez retirer ce bandeau et améliorer la mise en forme d'un autre article.
La 101e division aéroportée — en anglais 101st Airborne Division (Air Assault) — est une division de l'Armée de terre des États-Unis entraînée principalement pour l'assaut aéroporté (à ses débuts), puis héliporté.
Pour des raisons historiques, elle conserve le terme « aéroportée », même si la division ne conduit plus d'opérations de ce genre. Ce type d'opération est maintenant réservé à la 82e division aéroportée. Elle est d'ailleurs réorganisée depuis 2006 en quatre brigades de combat et c'est la seule division de l'Armée de terre des États-Unis à posséder deux brigades d'aviation.
La 101e, surnommée les « Aigles hurlants » (Screaming Eagles, d'après l'image figurant sur l'insigne de la division), s'est distinguée au cours de la Seconde Guerre mondiale, lors du débarquement en Normandie en juin 1944. Elle participa ensuite à l'opération Market Garden en septembre 1944 et, à la bataille des Ardennes en décembre 1944. Elle a participé sept ans à la guerre du Vietnam, puis à la première guerre du Golfe en 1991 et à la guerre d'Irak en 2003.

## Historique
La 101e division américaine fut créée en novembre 1918 pendant la Première Guerre mondiale, mais elle n'y participera pas. Il s'agissait alors d'une unité de mobilisation : en juin 1921, la 101e division d’infanterie était composée essentiellement d’appelés pour le service fédéral et placée en unité de réserve. Après guerre, elle devint une division de la Garde nationale des États-Unis. Le 16 août 1942, elle devient une unité aéroportée.

## LaSeconde Guerre mondiale

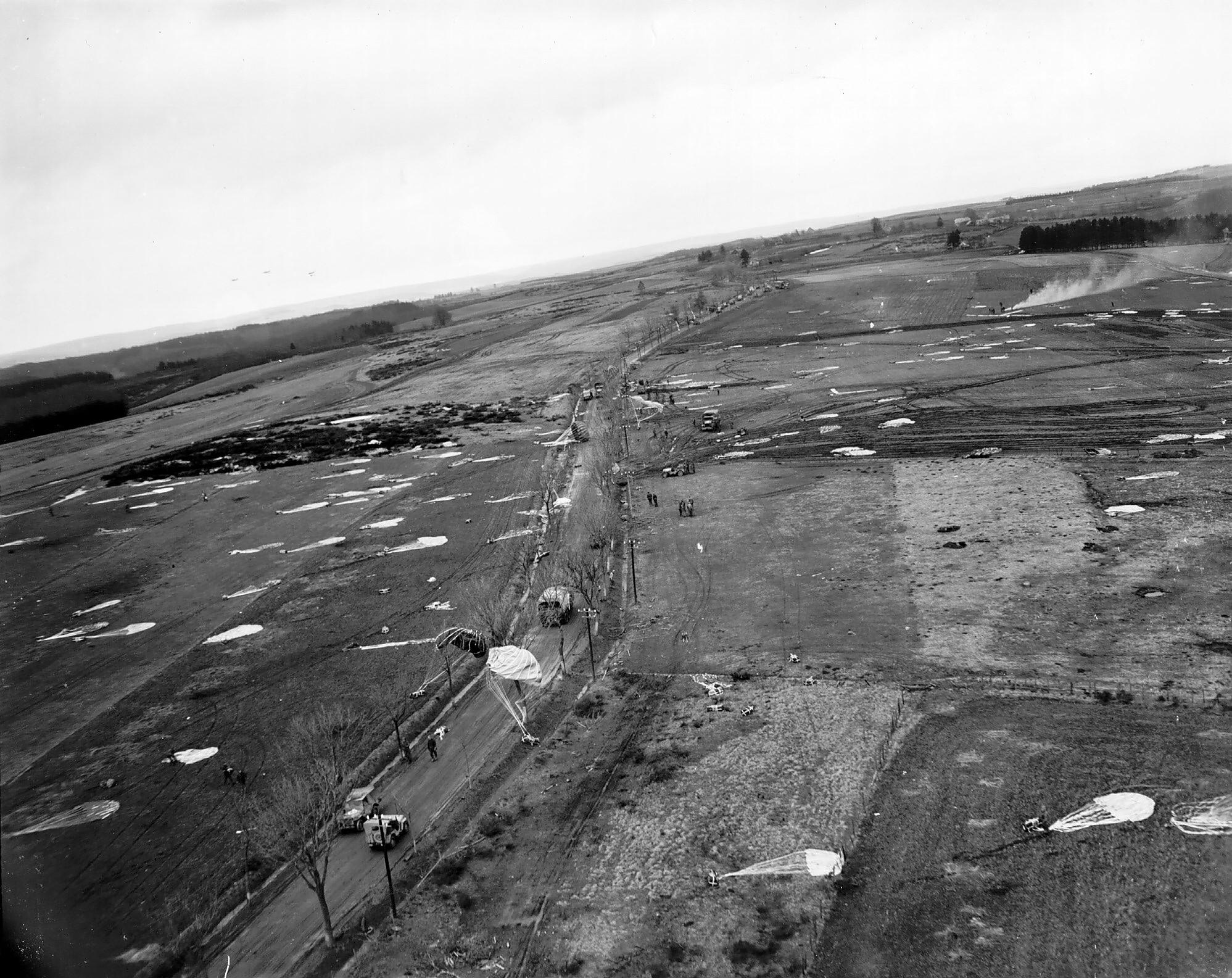
Vue aérienne d'une zone de parachutage dans le secteur de la 4e division d'infanterie américaine. Photo prise depuis un C-47 de la aéroportée à Briealf, Allemagne. 13 février 1945.

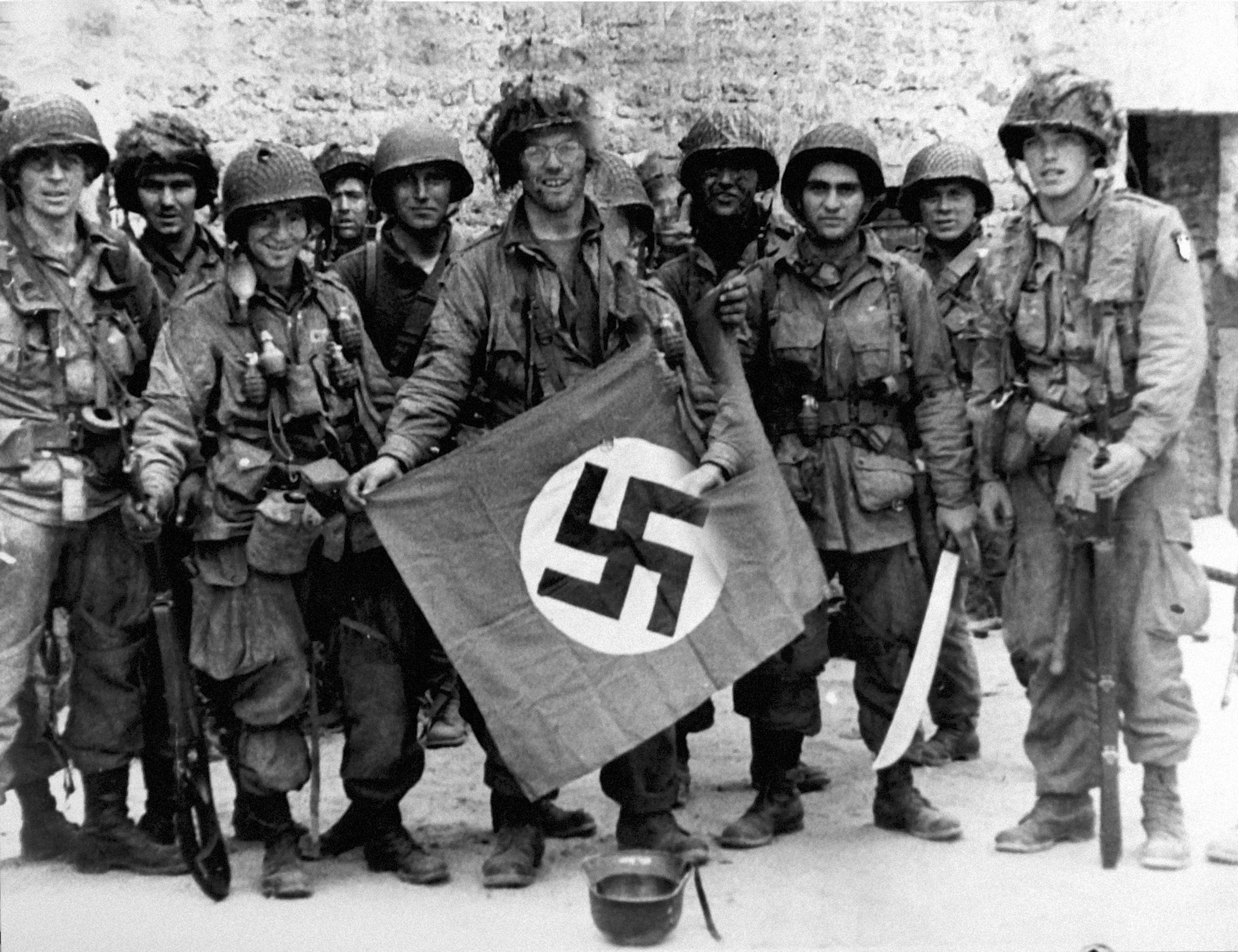
Groupe de parachutistes du 50 PIR (Parachute Infantry Regiment) de la Aéroportée. James Flanagan (Platoon, C Co, 1-50 PIR) exhibe fièrement un drapeau capturé à l'ennemi. Ferme Marmion à Ravenoville, Utah Beach, France. 6 juin 1944.

En 1942, cette division devient aéroportée et est constituée des 502e régiment d'infanterie parachutée (en) (502nd Parachute Infantry Regiment ou 502nd PIR) et 327e et 401e régiments aéroportés (Glider Infantry Regiment) - équipés de planeurs. Elle est rattachée, encore de nos jours, au XVIIIe corps aéroporté américain.
À la mi-août 1943, elle reçoit l'ordre de s'installer en Grande-Bretagne et se voit renforcée des 501e et 506e régiments d'infanterie parachutée. Le 5 février 1944, la 101e AB perd son commandant en chef, le général Lee, qui est victime d’une attaque cardiaque et sera remplacé le 14 mars 1944 par le Brigadier-général Maxwell D.Taylor, ancien commandant en chef de l’artillerie divisionnaire de la 82e AB.

### Bataille de Normandie

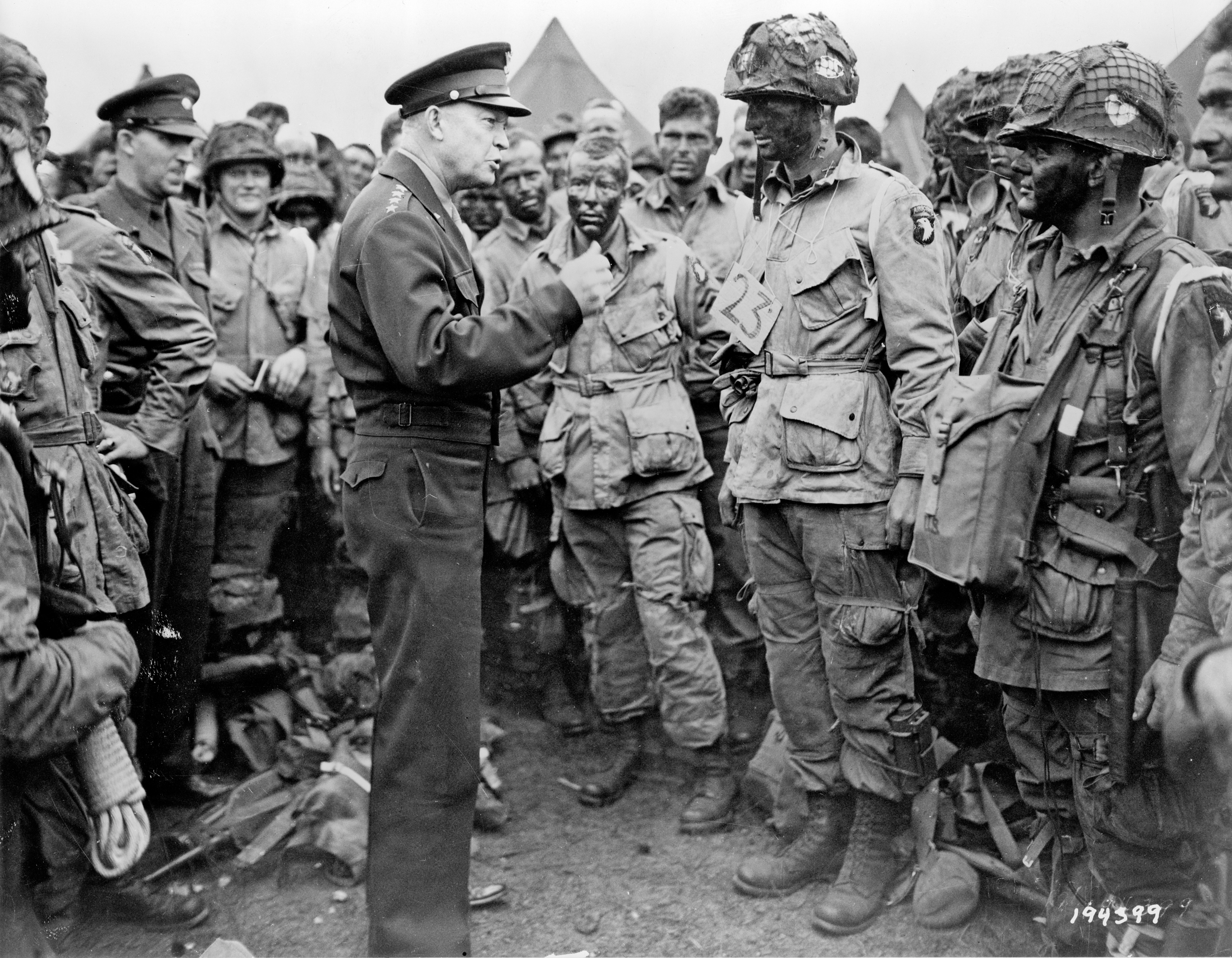
Eisenhower s'entretenant avec les hommes du 50 PIR (Parachute Infantry Regiment) de la Division Aéroportée quelques heures avant leurs parachutages. Aérodrome de Greenham Common, Angleterre. 5 juin 1944.

Des éclaireurs (Pathfinders) de la 82e et de la 101e divisions aéroportées, équipés de balise radio et de radio de communications, partent de la base aérienne RAF North Witham le soir du 5 juin 1944, chargés de trouver les meilleurs endroits sur lesquels sauter, pour les indiquer au reste de leur division le 6 juin 1944 qui doit être larguée en arrière d'une des plages de débarquement américaine, Utah Beach. La division a pour mission de prendre le contrôle des routes menant de la côte à Pouppeville, ainsi que des ponts situés sur la Douve et le canal de Carentan, afin de permettre la sortie des plages d'Utah Beach des troupes et véhicules qui y seront débarqués le matin du 6 juin. Mais malgré les éclaireurs, lors du parachutage, la division est dispersée sur une zone de 40 km de long. Elle perd 1 500 hommes tués ou faits prisonniers.
Le 6 juin au matin, la division perd également son premier officier supérieur : le brigadier général Donald F. Pratt, commandant en second de la division, est tué sur le coup lors du crash de son planeur (le Fighting Falcon près de Hiesville). Beaucoup de parachutistes se noient dans les marais et les nombreuses zones volontairement inondées par les Allemands. Néanmoins, la division arrive à tenir plusieurs de ses objectifs et dès l'après-midi du 6, la jonction était assurée avec la 4e division d'infanterie américaine débarquée sur la plage d'Utah Beach.
En juillet 1944, la 101e Division Aéroportée retourne en Angleterre.

#### Composition de la101een juin 1944
- 327th Glider Infantry Regiment
- 401st Glider Infantry Regiment
- 501st Parachute Infantry Regiment
- 502nd Parachute Infantry Regiment
- 506(th) Parachute Infantry Regiment
- 509th Parachute Infantry Regiment
- 321st Glider Field Artillery Battalion
- 907th Glider Field Artillery Battalion
- 377th Parachute Field Artillery Battalion
- 81st Airborne Anticraft Battalion
- 101st Airborne Signal Company
- 326th Airborne Engineer Battalion
- 326th Airborne Medical Company
- Reconnaissance Platoon

### OpérationMarket Garden

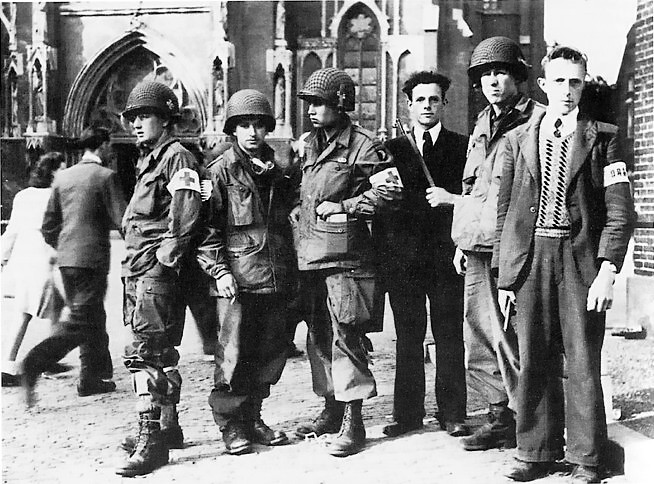
Parachutistes du 326th Medical Company-101st Airborne Division et des résistants hollandais devant la cathédrale d'Eindhoven, Hollande. Septembre 1944.

Initiée par Montgomery, cette opération visait la prise des ponts au-dessus des principaux fleuves des Pays-Bas occupés par les Allemands, ce qui aurait permis aux Alliés de contourner la ligne Siegfried et d'accéder à l'un des principaux centres industriels de l'Allemagne, la Ruhr.
C'est la plus importante opération aéroportée de tous les temps. Les forces Alliées sont constituées de la 101e division aéroportée américaine, la 82e division aéroportée américaine, la 1re division aéroportée britannique ainsi que par la 1re brigade indépendante de parachutistes (Pologne).

#### L'objectif de la101e
La mission du 506th PIR est de s'emparer du pont routier du canal Wilhelmine au sud de Son et ensuite entrer dans Eindhoven. Le 502nd PIR doit quant à lui s'emparer d'un pont sur enjambant la Dommel, aux environs de Sint-Oedenrode. Le 501st PIR est parachuté sur Veghel et doit prendre les ponts routiers et ferroviaires du canal Zuid Willens et du fleuve Aa Ce déploiement doit permettre une avancée déterminante des Alliés dans la région.

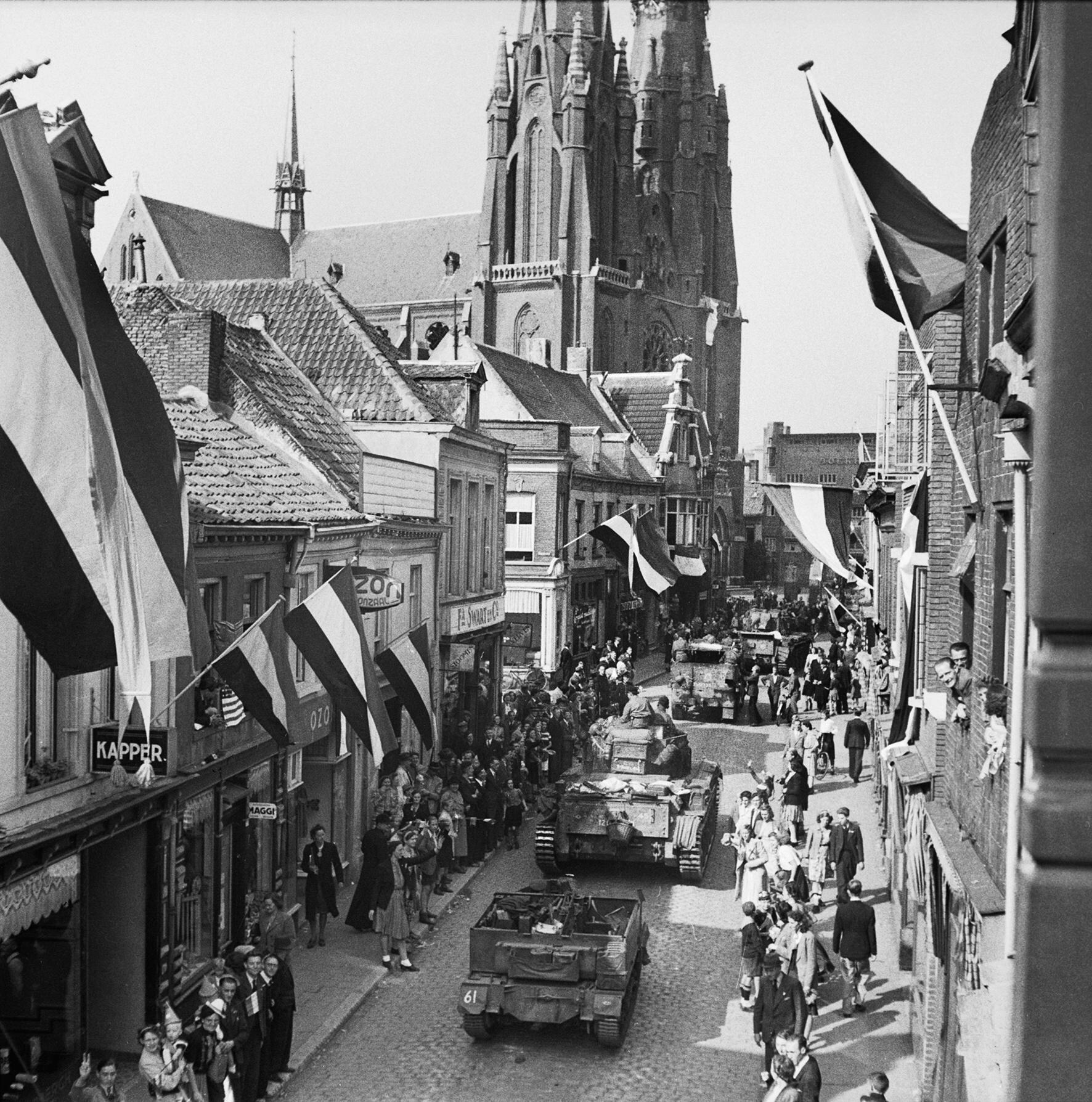
Foule acclamant les troupes du British XXXth Corps dans la ville d'Eindhoven libérée. Hollande, le 19 septembre 1944.

#### Le saut sur la Hollande
Le 17 septembre 1944 à 14 h, la division est larguée sur les Pays-Bas, par des C-47 et des planeurs. La 101e est parachutée sur trois zones de saut au Nord d'Eindhoven, les villages de Son, Best et Sint-Oedenrode. Ces parachutages se passent sans problèmes majeurs.

#### La prise d'Eindhoven
Le 18, les paras entrent dans Eindhoven, ils détiennent cinq ponts. Ils sont rejoints par une colonne britannique. Dans la journée, 428 planeurs débarquent 2 579 hommes en renfort.

#### L’échec de l’opération
L'opération fut un échec. Malgré la bonne marche des opérations côté américain, les forces anglaises n’atteignirent pas leurs objectifs à Arnhem.

#### Composition de la101een septembre 1944
- 327th Glider Infantry Regiment
- 401st Glider Infantry Regiment
- 501st Parachute Infantry Regiment
- 502nd Parachute Infantry Regiment
- 506th Parachute Infantry Regiment
- 509th Parachute Infantry Regiment
- 321st Glider Field Artillery Battalion
- 907th Glider Field Artillery Battalion
- 377th Parachute Field Artillery Battalion
- 81st Airborne Anticraft Battalion
- 101st Airborne Signal Company
- 326th Airborne Engineer Battalion
- 326th Airborne Medical Company
- Reconnaissance Platoon

### Bataille des Ardennesetsiège de Bastogne

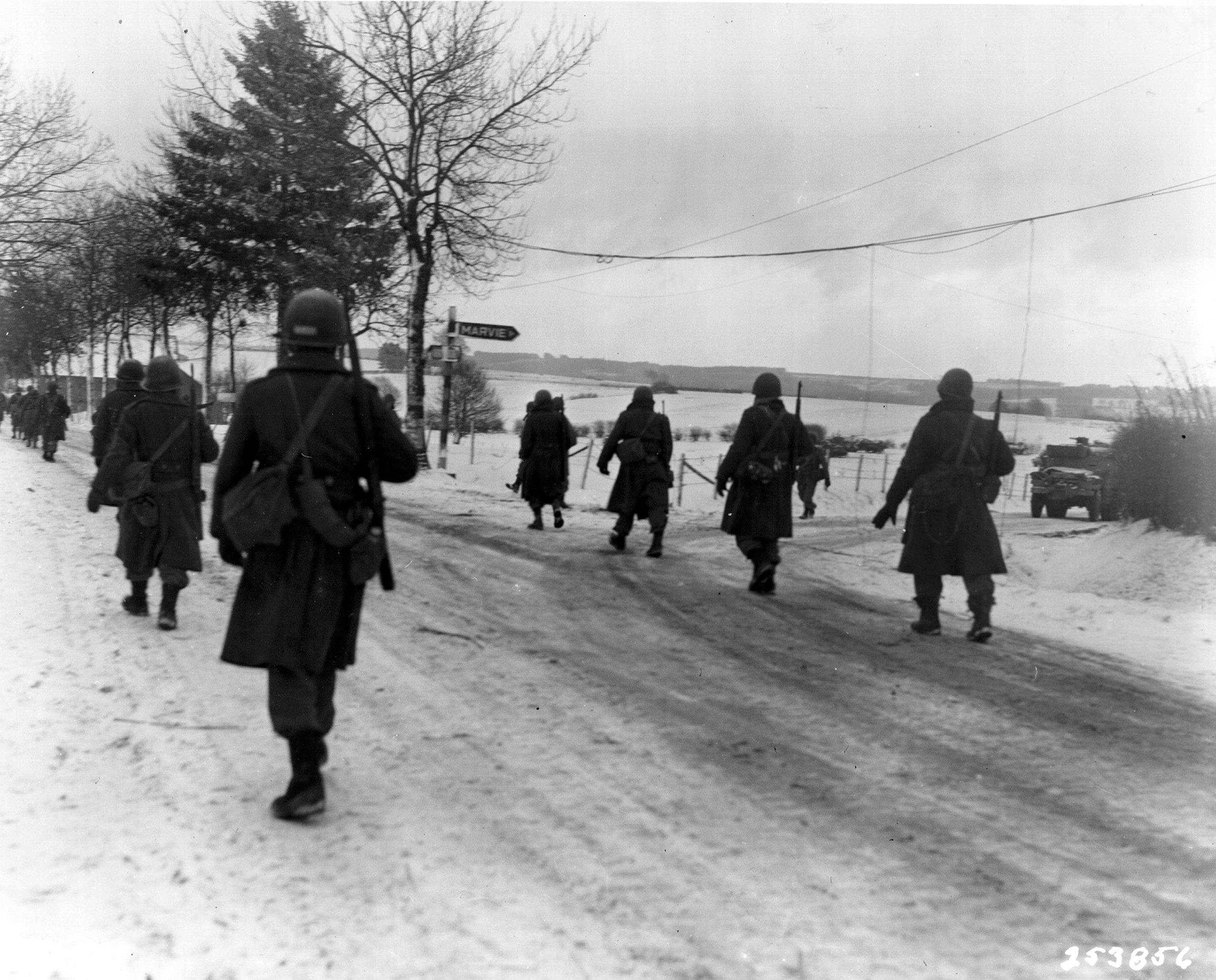
Parachutistes de la sur la route en direction de Bastogne, assiégée. Belgique, 31 décembre 1944.

Le 19 décembre 1944, à la suite de l'offensive allemande en Ardenne belge, la division est déployée à Bastogne. En l'absence du général Taylor, le commandement est assuré par le général Anthony McAuliffe. Encerclée, la division soutiendra le siège tant bien que mal dans les conditions les plus terribles : manque de nourriture, de vêtements chauds, de munitions jusqu’à la percée de la 4e division blindée (États-Unis), sous les ordres du général Patton, le 26 décembre à 16 h 45[réf. souhaitée]. Pendant le siège, invité par les Allemands à capituler, le général McAuliffe leur répondra le célèbre « nuts ! » (« des noix ! », ce qui en argot militaire peut se traduire par " mes couilles !"). Lors de la libération de Bastogne, un soldat de la 101e, Vincent Speranza, devient célèbre malgré lui pour avoir trouvé dans les décombres d'un bar une pompe à bière qu'il sert dans son casque à ses amis blessés.

### 1945- fin de la guerre
En février, la division occupe une position défensive à Haguenau, en Alsace sur les rives de la Moder. En avril, elle est envoyée pour combattre les derniers fidèles d'Hitler à proximité de la ville de Berchtesgaden dans les Alpes bavaroises. Elle y capture différents membres et militaires du parti Nazi.
Le 1er août 1945, elle est relevée par le 42nd Infantry Division. En septembre, la division est envoyée en France, dans les villes d'Auxerre, Sens et Joigny, dans lesquelles elle installe des camps. Le 30 novembre 1945, elle est démobilisée à Auxerre et versée dans la réserve.
La division a reçu deux citations présidentielles pour sa bravoure. Elle a subi des pertes assez lourdes pendant le conflit : 1 766 tués et 6 388 blessés au combat, 324 morts de leurs blessures.

## Après guerre
La 101e division aéroportée a été réactivée comme unité de formation au camp Breckinridge, dans le Kentucky, en 1948 et à nouveau en 1950. Elle a été réactivée encore une fois en 1954 au Fort Jackson, en Caroline du Sud, et en mars 1956, la 101e a été transférée, avec moins de personnel et d'équipement, au fort Campbell (en), dans le Kentucky, pour y être réorganisée comme division de combat.
De septembre à novembre 1957, des éléments de la division ont été déployés à Little Rock, Arkansas, par le président Eisenhower pour y faire respecter les décisions de la cour suprême, et assurer la sécurité des élèves afro-américains entrant à la Central High School de Little Rock malgré l'opposition violente des ségrégationnistes.

## Guerre du Viêt Nam

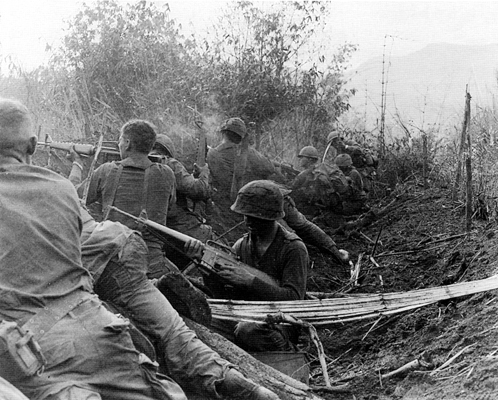
Combat en 1966

Au milieu des années 1960, la 1re brigade fut déployée dans la république du Viêt Nam, rejointe par le reste de la division en 1967. Le 1er juillet 1968, la 101e division aéroportée est rebaptisé 101th Air Cavalry Division et fut déployée au Viêt Nam pour la guerre héliportée.
En sept ans de combats, elle participa à 15 campagnes, la plus sanglante restant la bataille dans la vallée de A Shau (en). Cette bataille s'inscrit dans une stratégie globale de l'US Army de conquérir les collines.
Courant mai 1969, les parachutistes de la 101e ne seront pas parachutés mais héliportés sur les versants de ce qui va devenir "Hamburger Hill" ("la colline de la viande hachée") tant les combats seront sanglants. Après 15 jours de combats, le Sénateur Edward Moore Kennedy va déclarer que leur combat est inutile. Après encore de longues journées d'assaut, la colline est prise puis abandonnée pour raison stratégique. Même si cette bataille ne fut pas la plus longue, ni la plus coûteuse en hommes, elle marquera beaucoup l'opinion publique américaine (les journalistes sur place filmeront chaque jour en direct les blessés sanguinolents rentrant de leurs assauts).

## Accident de l'aéroport de Gander
Le 12 décembre 1985, un avion charter ramenait des soldats américains, principalement de la 101e aéroportée, du Caire vers Fort Campbell, via Cologne et Gander à Terre-Neuve. Ils venaient d'assurer une mission de maintien de la paix au sein de la force multinationale et observateurs au Sinaï et rentraient aux États-Unis pour les fêtes de fin d'année. L'avion s'écrasa quelques secondes après son décollage de l'aéroport international de Gander tuant les 228 passagers et membres d'équipage.

## Guerre du Koweït (1990-1991)
Durant l'opération Tempête du désert, la division n'eut aucune perte dans ses rangs durant sa mission, qui consista notamment à neutraliser les forces irakiennes qui lui faisaient face.

## Guerre d'Irak

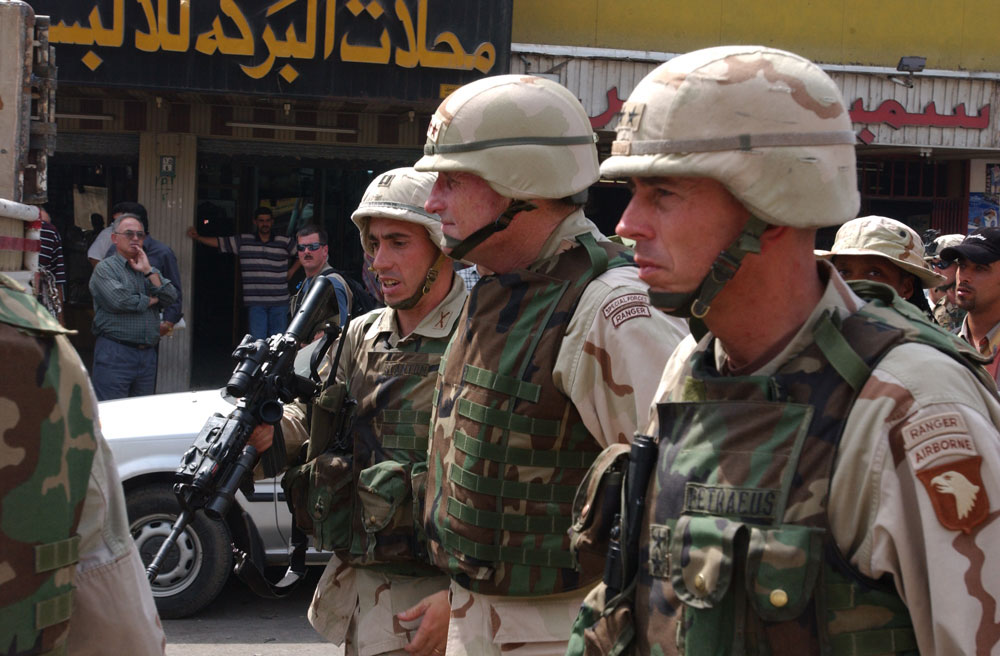
En patrouille à Mossoul (Irak) avec le MG David Petraeus, commandant alors de la aéroportée et un général des Rangers le 21 août 2003

Devenue une division aéromobile (et s'appelant donc maintenant 101st Air Assault Division), la 101e a fait partie des troupes engagées dès le début de l'offensive. Elle s'est particulièrement illustrée dans l'attrition des troupes de la garde républicaine irakienne, par des attaques héliportées. Celles-ci ont mis en évidence la fragilité et le peu de fiabilité des hélicoptères Apache, dont 25 % des appareils furent endommagés et plusieurs abattus, lors d'assauts sans soutien des autres armes.
Ses unités d'infanterie ont pris, entre autres, la ville de Mossoul avec des pertes réduites.
L'offensive finie, la 101e a eu, sous le commandement du général David Petraeus, la responsabilité du nord de l'Irak, et en particulier de la ville de Mossoul, poudrière intercommunautaire (arabes sunnites, kurdes, turkmènes, chrétiens). Elle a été relevée par le Ier corps d'armée américain au cours de l'hiver 2004 et est retournée à Camp Pennsilvania aux États-Unis.
Dans le cadre de la Coalition internationale en Irak et en Syrie contre l’État Islamique. il est décidé en janvier 2016 le déploiement de 1 800 parachutistes de la 101e division aéroportée en support des forces irakiennes pour la reprise de Mossoul tombé entre les mains des djihadistes.

## Invasion de l'Ukraine par la Russie
Dans le cadre de l’opération Atlantic Resolve, la 101e revient pour la première fois en Europe sur la Base aérienne 57 de juillet 2020 à mars 2021.

### Ordre de bataille
L'ordre de bataille actuel de la division (juin 2023) est le suivant [Niveaux d'équipement fournis par ()]:
- 101e Division Aéroportée (Assaut Aérien), at Fort Campbell, Kentucky
  -  Quartier Général et Bataillon de Quartier Général "Gladiateurs"
    - Quartier Général et Compagnie de Soutien "Gladiateurs"
    - Compagnie des Transmissions, du Renseignement, et du Maintien en Puissance "Ne Jamais Abandonner"
    - Musique de la 101e Division Aéroportée "Fierté de l'Aigle"
    - 40e Détachement des Affaires Publiques "Les professionnels"

  -  1er Brigade Équipe de Combat
    - Quartier Général et Compagnie de Quartier Général
    - 1er Escadron, 32e Régiment de Cavalerie (Cavalerie d'Assaut Aérien; 63 x Oshkosh L-ATV Véhicules Tactiques Légers and 20 x M1046 TOW-équipé Humvees)
    - 1er Bataillon, 327e Régiment d'Infanterie (Infanterie d'Assaut Aérien; 30 x M998 Humvee Véhicles Utilitaires Légers, 20 x M1046 TOW-équipé Humvees, and 15 x Véhicules Utilitaires Légers Moyens)
    - 2e Bataillon, 327e Régiment d'Infanterie (Infanterie d'Assaut Aérien; 30 x M998 Humvee Véhicles Utilitaires Légers, 20 x M1046 TOW-équipé Humvees, and 15 x Véhicules Utilitaires Légers Moyens)
    - 1er Bataillon, 506e Régiment d'Infanterie (Infanterie d'Assaut Aérien; 30 x M998 Humvee Véhicles Utilitaires Légers, 20 x M1046 TOW-équipé Humvees, and 15 x Véhicules Utilitaires Légers Moyens)
    - 326e Bataillon du Génie de la Brigade (11 x Camions à Benne Basculante; 6 x Excavatrices d'Ingénieur à Haute Mobilité; 4 x Chargeurs Polyvalents; 3 x Tracteurs d'Ingénieri Légère; et 2 x Bulldozers T-5)

  -  2e Brigade Équipe de Combat
    - Quartier Général et Compagnie de Quartier Général
    - 1er Escadron, 75e Régiment de Cavalerie (Cavalerie d'Assaut Aérien; 63 x Oshkosh L-ATV Véhicules Tactiques Légers and 20 x M1046 TOW-équipé Humvees)
    - 1er Bataillon, 26e Régiment d'Infanterie (Infanterie d'Assaut Aérien; 30 x M998 Humvee Véhicles Utilitaires Légers, 20 x M1046 TOW-équipé Humvees, and 15 x Véhicules Utilitaires Légers Moyens)
    - 1er Bataillon, 502e Régiment d'Infanterie (Infanterie d'Assaut Aérien; 30 x M998 Humvee Véhicles Utilitaires Légers, 20 x M1046 TOW-équipé Humvees, and 15 x Véhicules Utilitaires Légers Moyens)
    - 2e Bataillon, 502e Régiment d'Infanterie (Infanterie d'Assaut Aérien; 30 x M998 Humvee Véhicles Utilitaires Légers, 20 x M1046 TOW-équipé Humvees, and 15 x Véhicules Utilitaires Légers Moyens)
    - 39e Bataillon du Génie de la Brigade (11 x Camions à Benne Basculante; 6 x Excavatrices d'Ingénieur à Haute Mobilité; 4 x Chargeurs Polyvalents; 3 x Tracteurs d'Ingénieri Légère; et 2 x Bulldozers T-5)

  -  3e Brigade Équipe de Combat
    - Quartier Général et Compagnie de Quartier Général
    - 1er Squadron, 33e Cavalry Regiment (Cavalerie d'Assaut Aérien; 63 x Oshkosh L-ATV Véhicules Tactiques Légers and 20 x M1046 TOW-équipé Humvees)
    - 1er Bataillon, 187e Régiment d'Infanterie (Infanterie d'Assaut Aérien; 30 x M998 Humvee Véhicles Utilitaires Légers, 20 x M1046 TOW-équipé Humvees, and 15 x Véhicules Utilitaires Légers Moyens)
    - 3e Bataillon, 187e Régiment d'Infanterie (Infanterie d'Assaut Aérien; 30 x M998 Humvee Véhicles Utilitaires Légers, 20 x M1046 TOW-équipé Humvees, and 15 x Véhicules Utilitaires Légers Moyens)
    - 2e Bataillon, 506e Régiment d'Infanterie (Infanterie d'Assaut Aérien; 30 x M998 Humvee Véhicles Utilitaires Légers, 20 x M1046 TOW-équipé Humvees, and 15 x Véhicules Utilitaires Légers Moyens)
    - 21e Bataillon du Génie de la Brigade (11 x Camions à Benne Basculante; 6 x Excavatrices d'Ingénieur à Haute Mobilité; 4 x Chargeurs Polyvalents; 3 x Tracteurs d'Ingénieri Légère; et 2 x Bulldozers T-5)

  -  Artillerie de la 101er Division Aéroportée[8]
    - Quartier Général et Batterie de Quartier Général
    - 1er Battailon, 320e Régiment d'Artillerie de Campagne (Artillerie de Campagne Légère: 12 x Obusiers Tractés M119A1/A2 de 105mm; 6 x Obusiers Tractés M777A3 de 155mm; et 4 x Camions Moyens M1092 avec Radars de Contre-Feu AN/TPQ-53), porteur 2nd BCT
    - 2e Bataillon, 32e Régiment d'Artillerie de Campagne (Artillerie de Campagne Légère: 12 x Obusiers Tractés M119A1/A2 de 105mm; 6 x Obusiers Tractés M777A3 de 155mm; et 4 x Camions Moyens M1092 avec Radars de Contre-Feu AN/TPQ-53), porteur 1st BCT
    - 3e Bataillon, 320e Régiment d'Artillerie de Campagne (Artillerie de Campagne Légère: 12 x Obusiers Tractés M119A1/A2 de 105mm; 6 x Obusiers Tractés M777A3 de 155mm; et 4 x Camions Moyens M1092 avec Radars de Contre-Feu AN/TPQ-53), porteur 3rd BCT
    - 2e Bataillon, 44e Air Defense Artillery Regiment (Défense Aérienne Légère; 24 x Systèmes de MKissiles Sol-Air Mobiles AN/TWQ-1 Avenger et 72 x MANPADS de Stinger FIM-92)

  -  Brigade de Soutien de la 101e Division Aéroportée[9]
    - Quartier Général et Compagnie de Quartier Général
    - 101er Bataillon des Troupes de Maintien en Puissance de la Division
      - Quartier Général et Compagnie de Quartier Général
      - 101er Compagnie de Ressources Humaines
      - 101er Unité d'Appui à la Gestion Financière
      - 58e Compagnie de Transmissions
      - 619e Compagnie d'Intendance (Alimentation sur le Terrain)
      - 9e Détachement de la Passerelle du Théâtre

    - 426e Bataillon de Soutien de la Brigade (Assistance Légère; 134 x Véhicules Tactiques Légers Moyens, 66 x Camions à Mobilité Lourde M1120 avec Remorques et 7 x Camions de Fret Moyens M1088 avec Smi-Remorques), porteur 1st BCT
    - 526e Bataillon de Soutien de la Brigade (Assistance Légère; 134 x Véhicules Tactiques Légers Moyens, 66 x Camions à Mobilité Lourde M1120 avec Remorques et 7 x Camions de Fret Moyens M1088 avec Smi-Remorques), porteur 2nd BCT
    - 626e Bataillon de Soutien de la Brigade (Assistance Légère; 134 x Véhicules Tactiques Légers Moyens, 66 x Camions à Mobilité Lourde M1120 avec Remorques et 7 x Camions de Fret Moyens M1088 avec Smi-Remorques), porteur 3rd BCT
    - 129e Bataillon de Soutien au Maintien en Puissance de la Division
      - Quartier Général et Compagnie de Quartier Général
      - A Compagnie (Fournir)
      - B Compagnie (Entretien)
      - C Compagnie (Transport)
      - 541e Compagnie de Transport
      - 594e Compagnie de Transport
      - 372e Compagnie de Transport de Fret Intérieur
      - 613e Équipe de Contrôle des Mouvements
      - 632e Équipe de Contrôle des Mouvements

    - 716e Bataillon de la Police Militaire
      - Quartier Général et Compagnie de Quartier Général
      - 194e Compagnie de Police Militaire
      - 218e Compagnie de Police Militaire
      - 551e Compagnie de Police Militaire
      - 561e Compagnie de Police Militaire

  -  Brigade d'Aviation de Combat, 101e Division Aéroportée[10]
    - Quartier Général et Compagnie de Quartier Général
    - 2e Escadron (Attaque/Reconnaissance), 17e Régiment de Cavalerie (Attaque/Reconnaissance)
    - 1er Bataillon (Attaque), 101st Régiment d'Aviation (Aviation de Attaque)
    - 5e Bataillon (Agression), 101st Régiment d'Aviation (Aviation de Agression)
    - 6e Bataillon (Support Général), 101st Régiment d'Aviation (Aviation de Support Général)
    - 96e Bataillon de Soutien à l'Aviation

Les Unités de Soutien Supplémentaires Comprennent:
- 19e Bataillon du Génie (Effets de Construction), à Fort de Knox, Kentucky (20e Brigade du Génie)[11]
  - Quartier Général et Compagnie de Quartier Général
  - 15e Compagnie du Génie (Construction)
  - 42e Compagnie du Génie (Autorisation d'Itienéraire)
  - 502e Compagnie du Génie (Pont Multi-Rôle)
  - 541e Compagnie du Génie (Sapeur)
  - 887e Compagnie du Génie (Soutien)
  - 550e Détachement du Génie (Lutte Contre l'Incendie)
  - Compagnie de Soutien Avancé

## Commandants
| 1.  | Major général William C. Lee                                                     |  | (Août 1942 – Février 1944)      |
| 2.  | Major Général Maxwell Davenport Taylor                                           |  | (mars 1944 – Août 1945) +*      |
|     | Adjoint : Brigadier General Don F. Pratt (mort au combat le 6 juin 1944)         |  |                                 |
|     | Adjoint : Brigadier General Anthony McAuliffe (commandant a.i. déc. 44 Bastogne) |  |                                 |
| 3.  | Général de Brigade William N. Gillmore                                           |  | (Août 1945 – Septembre 1945)    |
| 4.  | Général de Brigade Gerald St. C. Mickle                                          |  | (Septembre 1945 – Octobre 1945) |
| 5.  | Général de Brigade Stuart Cutler                                                 |  | (Octobre 1945 – Novembre 1945)  |
| 6.  | Major Général William R. Schmidt                                                 |  | (Juillet 1948 – Mai 1949)       |
| 7.  | Major Général Cornelius E. Ryan                                                  |  | (Août 1950 – Mai 1951)          |
| 8.  | Major Général Roy E. Porter                                                      |  | (Mai 1951 – Mai 1953)           |
| 9.  | Major-Général Paul DeWitt Adams                                                  |  | (Mai 1953 – Décembre 1953)      |
| 10. | Major Général Riley F. Ennis                                                     |  | (Mai 1954 – Octobre 1955)       |
| 11. | Major Général F. S. Bowen                                                        |  | (Octobre 1955 – mars 1956)      |
| 12. | Major Général Thomas L. Sherburne mlajši                                         |  | (Mai 1956 – mars 1956)          |
| 13. | Major Général William C. Westmoreland                                            |  | (Avril 1958 – Juillet 1960) +   |
| 14. | Major Général Ben Harrell                                                        |  | (Juillet 1960 – Juillet 1961)   |
| 15. | Major Général C.W.G. Rich                                                        |  | (Juillet 1961 – Février 1963)   |
| 16. | Major Général Harry H. Critz                                                     |  | (Février 1963 – mars 1964)      |
| 17. | Major Général Beverly E. Powell                                                  |  | (mars 1964 – mars 1966)         |
| 18. | Major Général Ben Sternberg                                                      |  | (mars 1966 – Juillet 1967)      |
| 19. | Major Général Olinto M. Barsanti                                                 |  | (Juillet 1967 – Juillet 1968) * |
| 20. | Major Général Melvin Zais                                                        |  | (Juillet 1968 – Mai 1969) *     |
| 21. | Major Général John M. Wright                                                     |  | (Mai 1969 – Mai 1970) *         |
| 22. | Major Général John J. Hennessey                                                  |  | (Mai 1970 – Février 1971) *     |
| 23. | Major Général Thomas M. Tarpley                                                  |  | (Février 1971 – Avril 1972) *   |
| 24. | Major Général John H. Cushman                                                    |  | (Avril 1972 – Août 1973)        |
| 25. | Major Général Sidney B. Berry                                                    |  | (Août 1973 – Juillet 1974)      |
| 26. | Major-Général John W. McEnery                                                    |  | (Août 1974 – Février 1976)      |
| 27. | Major Général John A. Wickham mlajši                                             |  | (mars 1976 – mars 1978) +       |
| 28. | Major Général John N. Brandenburg                                                |  | (mars 1978 – Juillet 1980)      |
| 29. | Major Général Jack V. Mackmull                                                   |  | (Juillet 1980 – Août 1981)      |
| 30. | Major Général Charles W. Bagnal                                                  |  | (Août 1981 – Août 1983)         |
| 31. | Major Général James E. Thompson                                                  |  | (Août 1983 – Juillet 1985)      |
| 32. | Major Général Burton D. Patrick                                                  |  | (Juillet 1985 – Mai 1987)       |
| 33. | Major Général Teddy G. Allen                                                     |  | (Mai 1987 – Août 1989)          |
| 34. | Major Général J.H. Binford Peay III.                                             |  | (Août 1989 – Juillet 1991) *    |
| 34. | Major Général John H. Miller                                                     |  | (Juillet 1991 – Juillet 1993)   |
| 35. | Major Général John M. Keane                                                      |  | (Juillet 1993 – Février 1996)   |
| 36. | Major Général William F. Kernan                                                  |  | (Février 1996 – Février 1998)   |
| 37. | Major Général Robert T. Clark                                                    |  | (Février 1998 – Juin 2000)      |
| 38. | Major Général Richard A. Cody                                                    |  | (Juillet 2000 – Juillet 2002)   |
| 39. | Major Général David H. Petraeus                                                  |  | (Juillet 2002 – Mai 2004)       |
| 40. | Major Général Thomas R. Turner                                                   |  | (Mai 2004 – Novembre 2006)      |
| 41. | Major Général Jeffrey J. Schloesser                                              |  | (Novembre 2006 – Julliet 2009)  |
| 42. | Major Général John F. Campbell                                                   |  | (Julliet 2009 – Août 2011)      |
| 43. | Major Général James C. McConville                                                |  | (Août 2011 – Juin 2014)         |
| 44. | Major Général Gary J. Volesky                                                    |  | (Juin 2014 – Janvier 2017)      |
| 45. | Major Général Andrew P. Poppas                                                   |  | (Janvier 2017 – Février 2019)   |
| 46. | Major Général Brian E. Winski                                                    |  | (Février 2019 – Mars 2021)      |
| 47. | Major Général Joseph P. McGee                                                    |  | (Mars 2021 – ...)               |

## Marquages des casques
Les casques de la 101e ont des marquages distinctifs représentés par des enseignes de cartes à jouer (trèfle, carreau, cœur et pique). Ceci permet encore aujourd'hui de reconnaître le régiment auquel le soldat appartient :
- 327th (en) : trèfle (♣)
- 501st : carreau (♦)
- 502nd (en) : cœur (♥)
- 506th : pique (♠)

## Culture populaire
Les actions de la 101e durant la Seconde Guerre mondiale lui ont ouvert la voie de la notoriété. Grâce au livre Band of Brothers de Stephen E. Ambrose, retraçant l'histoire de la compagnie E du 506e régiment de la division lors de la campagne alliée en Europe en 1944 et 1945, ainsi que son adaptation en série télévisée, Frères d'armes (Band of Brothers en VO), la 101e division aéroportée est devenue l'une des formations militaires américaines les plus célèbres, au même titre que la Big Red One.
Dans le film de Steven Spielberg, le soldat Ryan appartient à la 101e aéroportée.
En 1961, mêlé à une histoire de voiture volée, Jimi Hendrix préfère s'enrôler dans l'armée plutôt que de risquer la prison. Il y rencontre le bassiste Billy Cox. En novembre 1962, Jimi obtient le droit de porter l'écusson des Screaming Eagles, la 101e division aéroportée. Affecté à Fort Campbell (Kentucky), Hendrix forme The King Casuals avec Billy Cox à la basse,. Il quitte l'armée deux ans plus tard à la suite d'une blessure. Hendrix raconte dans une interview qu'il a été réformé en raison d'une blessure au dos consécutive à un saut en parachute

### Marche de la101eAirborne
La « Marche de la 101e Airborne » a été composée par Daniel Bourdelès, compositeur normand, à l’occasion des festivités du 50e anniversaire de la libération de la ville de Carentan, en juin 1994. Cette marche est extraite du CD "Carentan, la Mémoire du ciel", produit par la ville. Elle sert régulièrement d’illustration sonore pour les reportages évocateurs de la libération de la Normandie sur France 3 Basse-Normandie.

### Musique
Le groupe suédois de power metal Sabaton a nommé l'une des chansons de leur album Coat of Arms "Screaming Eagles". Cette chanson fait à la fois référence au siège de Bastogne et à la  101e division aéroporté US.